# Phantyna micro
Phantyna micro är en spindelart som först beskrevs av Chamberlin och Ivie 1944.  Phantyna micro ingår i släktet Phantyna och familjen kardarspindlar. Inga underarter finns listade i Catalogue of Life.